# Hamiltonův variační princip
Hamiltonův variační princip (také princip stacionární akce či zkráceně Hamiltonův princip) je formulace mechaniky založená na variačním počtu. Je pojmenován na počest irského matematika a fyzika Williama Rowana Hamiltona. 
Princip původně vycházel z čistě formální podobnosti pohybových rovnic v Lagrangeově formulaci mechaniky a Eulerovy Lagrangeovy rovnice ve variačním počtu. Tento princip se ukázal být velice silným a byl široce zobecněn z původního popisu hmotných bodů v klasické mechanice na fyzikální pole popisující elektromagnetismus, obecnou teorii relativity i standardní model částicové fyziky. Pro vhodně definovanou akci se princip uplatňuje takřka ve všech moderních disciplínách fyziky. Mnozí jej proto považují za nejhlubší, nejobecnější a nejdůležitější fyzikální zákon vůbec.
Ve fyzice nachází uplatnění několik různých variačních principů. Hamiltonův princip vybírá stacionární řešení na základě dráhy, čímž se liší například od Maupertiova principu.

## Formulace
Hamiltonův princip tvrdí, že veličina zvaná akce je na každé fyzikálně uskutečnitelné dráze stacionární. Akce (obvykle značená {\displaystyle S}) je funkcionál a lze ji vyčíslit jako časový integrál z Lagrangeovy funkce.
{\displaystyle S\equiv \int \limits _{t_{1}}^{t_{2}}L\,dt=\int \limits _{t_{1}}^{t_{2}}L\left(q^{j}(t),{\dot {q}}^{j}(t),t\right)\,dt}
Říkáme, že funkcionál je stacionární, když jeho variace je nulová. To pomocí variace {\displaystyle \delta } zapisujeme následovně.
{\displaystyle \delta S=0}
Pro zobecnění principu při popisu fyzikálních polí se akce nedefinuje jako integrál přes jednorozměrnou trajektorii, ale spíše jako integrál přes prostorovou oblast. Zavádíme proto tzv. hustotu lagrangiánu {\displaystyle {\mathcal {L}}}, kde {\displaystyle L=\int \limits _{V}{\mathcal {L}}\,dV}.
U relativistických teorií se zpravidla integruje přes čtyřrozměrnou časoprostorovou oblast (zde je značená {\displaystyle \Omega }).
{\displaystyle S=\int \limits _{\Omega }{\mathcal {L}}\,d\Omega }

## Příklady použití v různých oborech fyziky
Pokud známe lagrangián částice, můžeme odvodit rovnice pohybu pomocí Hamiltonova principu. Analogicky můžeme odvodit rovnice daného pole, pokud známe hustotu lagrangiánu. Fyzikální modely se proto často prezentují ve formě svých lagrangiánů (nebo hustoty {\displaystyle {\mathcal {L}}}). U modelů je častější uvádět {\displaystyle L} nebo {\displaystyle {\mathcal {L}}} než akci.
Obvykle získáváme lagrangián (či jeho hustotu) zpětně na základě již známých pohybových rovnic.

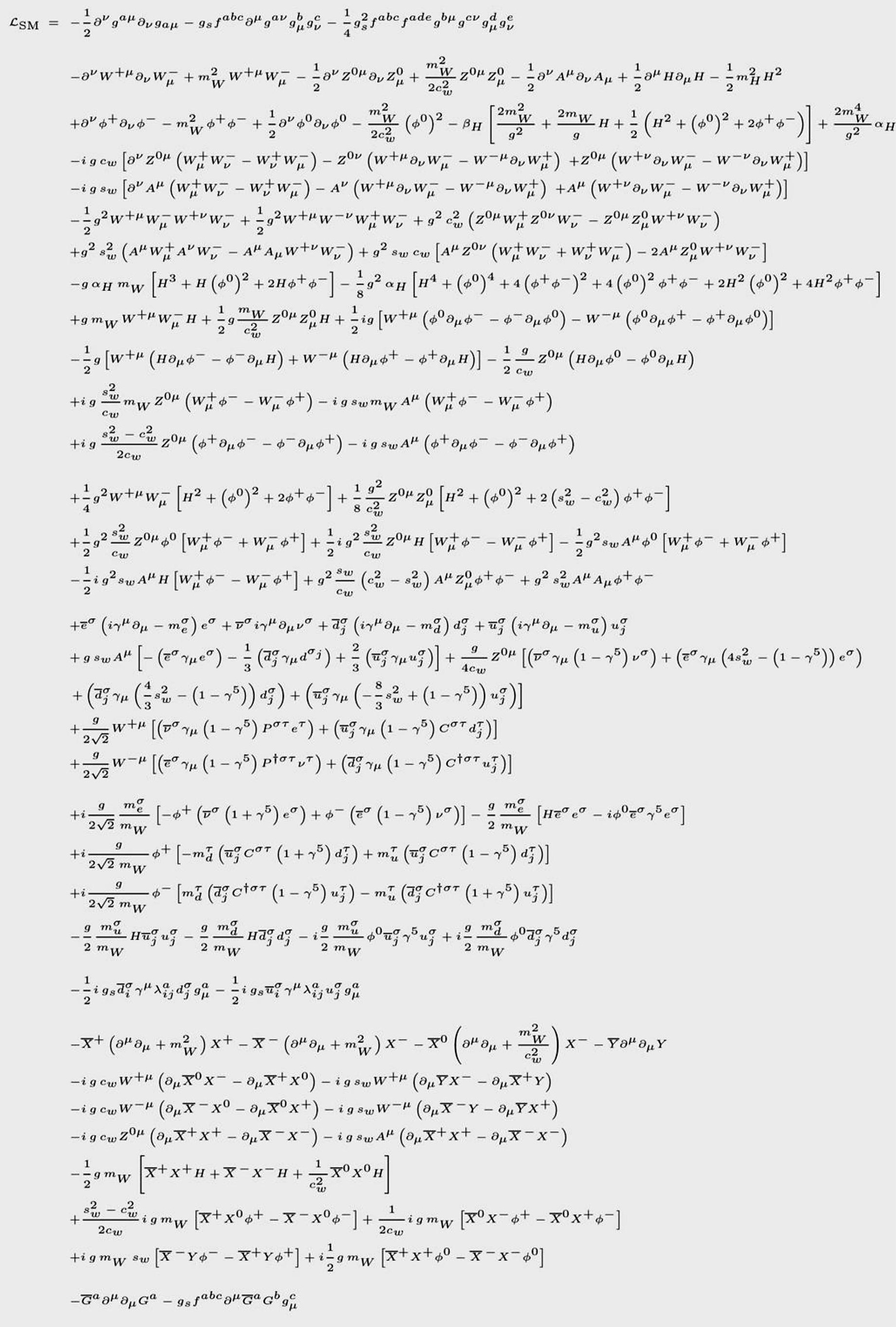
Ilustrativní hustota lagrangiánu standardního modelu

### Speciální teorie relativity
Akce ve speciální teorii relativity pro volnou částici hmotnosti {\displaystyle m} je definována jako integrál přes časoprostorový interval
{\displaystyle S=-mc\int \limits _{a}^{b}\,ds=-mc\int \limits _{a}^{b}{\sqrt {c^{2}-\left({\frac {dx}{dt}}\right)^{2}-\left({\frac {dy}{dt}}\right)^{2}-\left({\frac {dz}{dt}}\right)^{2}}}\,dt=\int \limits _{a}^{b}L\,dt}
{\displaystyle L=-mc^{2}{\sqrt {1-{\frac {v^{2}}{c^{2}}}}}}
Akce pro klasickou částici popsanou ve speciální relativitě dává tzv. princip maximálního vlastního času. Vlastní čas, který pro částici uběhne se na její uskutečněné trajetorii maximalizuje.
Ve formalismu speciální relativity můžeme Maxwellovy rovnice elektromagnetického pole zapsat kompaktně do dvou rovnic (každá z nich je ekvivalentní dvěma Maxwellovým rovnicím). Jedna z nich je splněna identicky a druhou
{\displaystyle F_{\nu }^{\mu \nu }=\mu _{0}j^{\mu }}
lze odvodit z následujícího {\displaystyle {\mathcal {L}}}.
{\displaystyle {\mathcal {L}}=-{\frac {1}{4\mu _{0}}}F^{\mu \nu }F_{\mu \nu }+j^{\nu }A_{\nu }}
{\displaystyle F_{\mu \nu }} značí tenzor elektromagnetického pole, {\displaystyle A^{\mu }} je čtyřpotenciál a {\displaystyle j^{\mu }} je čtyřproud.

### Obecná teorie relativity
Einsteinovy rovnice vyplývají za použití variačního principu z následující hustoty lagrangiánu.
{\displaystyle {\mathcal {L}}={\frac {c^{4}}{16\pi G}}\left(R-2\Lambda \right)+{\mathcal {L}}_{\rm {hmota}}}
{\displaystyle R} je Ricciho skalár popisující zakřivení časoprostoru, {\displaystyle \Lambda } je kosmologická konstanta a {\displaystyle {\mathcal {L}}_{\rm {hmota}}} je hustota lagrangiánu hmoty.

### Relativistická kvantová mechanika
V relativistické kvantové mechanice se kvantové částice popisují pomocí Diracovy a Klein-Gordonovy rovnice podle toho, zda se jedná o fermiony nebo bosony. Obě tyto rovnice lze odvodit za pomoci Hamiltonova principu, pokud vyjdeme z následujících hustot lagrangiánu pro vlnové funkce {\displaystyle \psi } (pro fermion) a {\displaystyle \Phi } (pro boson) o hmotnosti {\displaystyle \kappa }.
{\displaystyle {\mathcal {L}}={\frac {1}{2}}\left(\Phi ^{,\mu }\Phi _{,\mu }-\kappa ^{2}\Phi ^{2}\right)}
{\displaystyle {\mathcal {L}}={\bar {\psi }}\left(i\gamma ^{\mu }\partial _{\mu }-\kappa \right)\psi }

### Standardní model
Standardní model je model velmi komplikovaný. Pro hustotu jeho lagrangiánu viz obrázek.